# Balastro (eletricidade)

Montagem típica de uma lâmpada fluorescente. O balastro, marcado com G no esquema, é montado em série, funcionando como limitador da corrente.

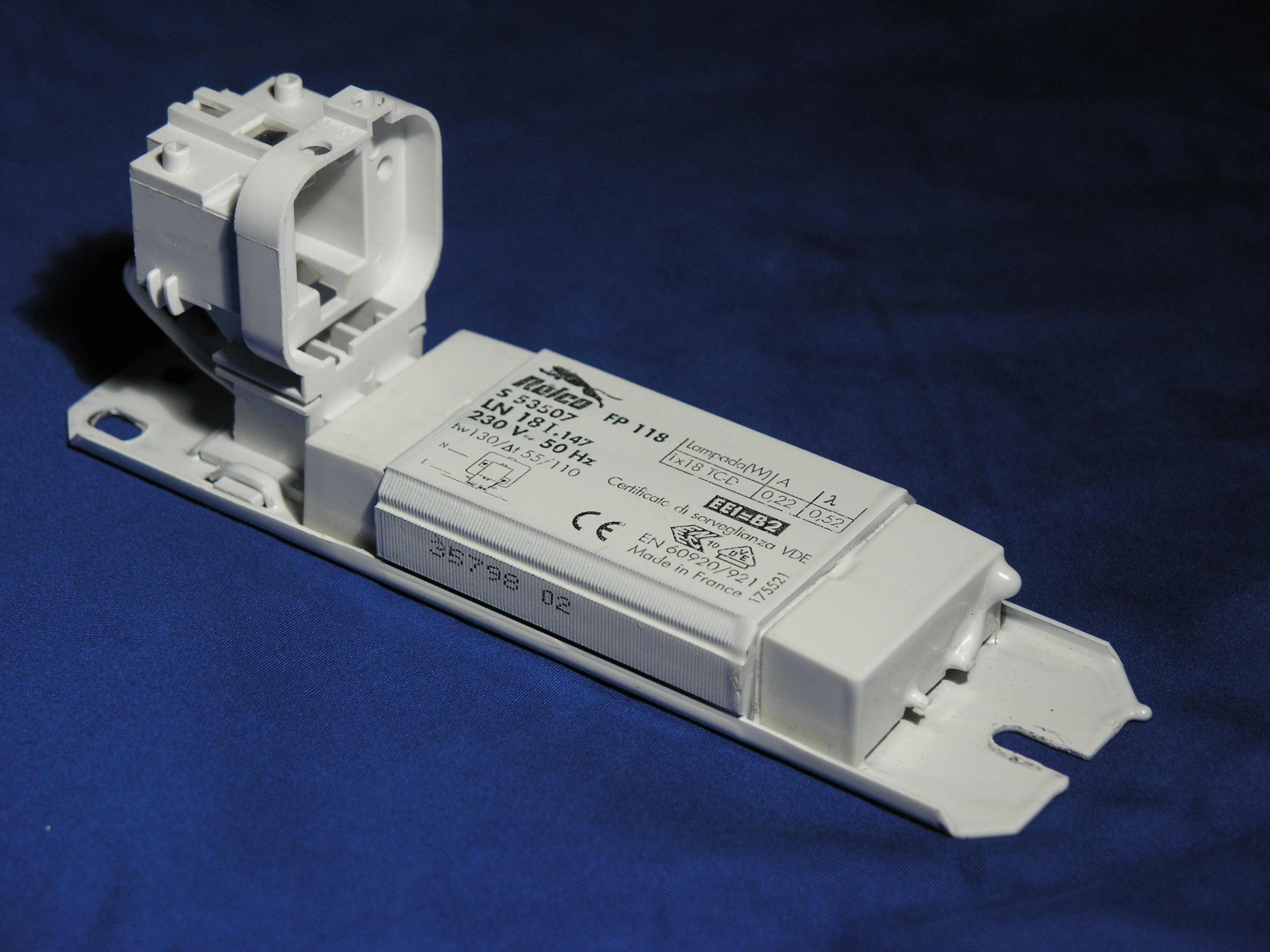
Balastro electromagnético.

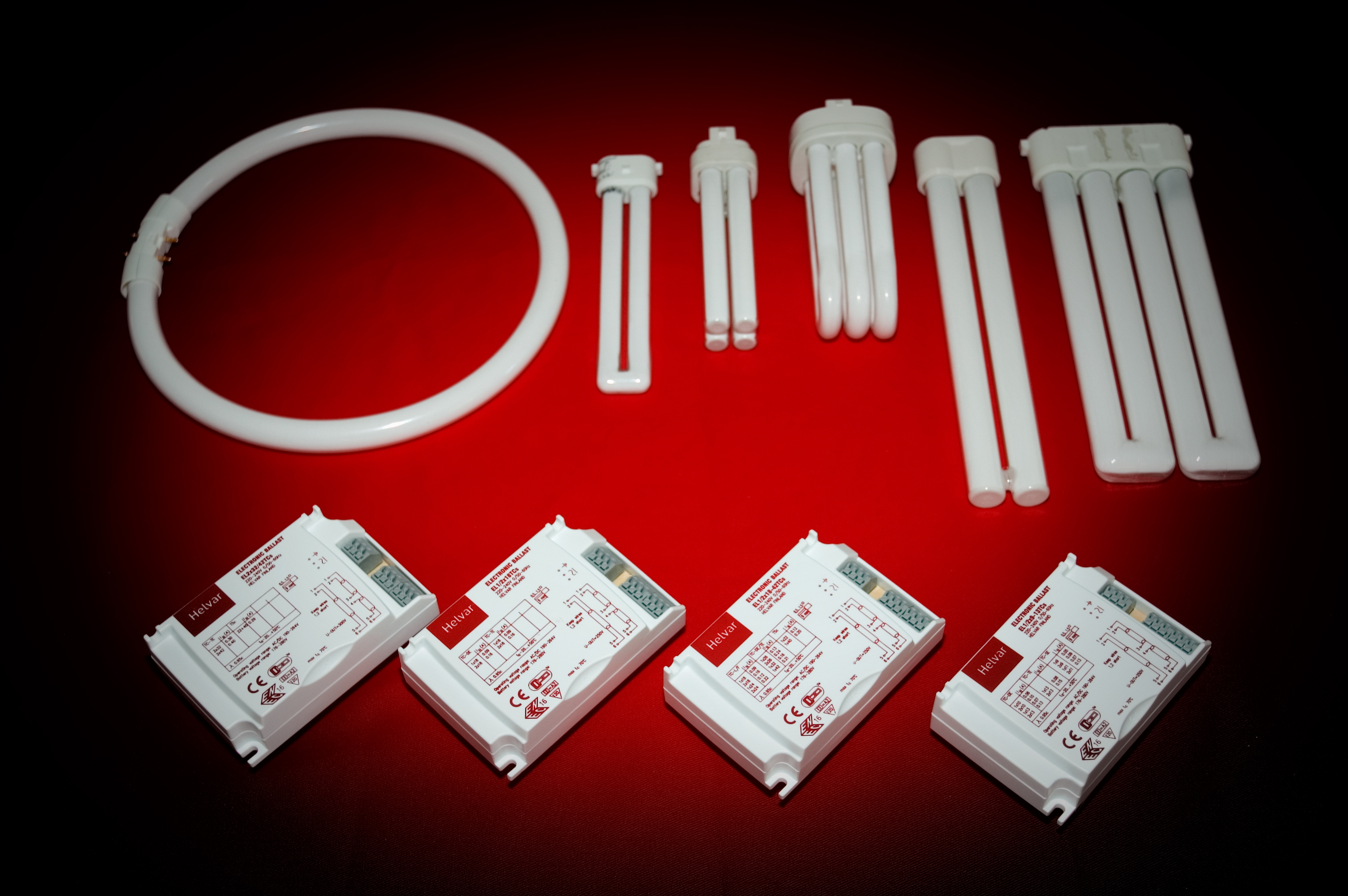
Lâmpadas e balastros electrónicos (embaixo).

Balastro, balasto ou reator é um limitador de corrente utilizado nas lâmpadas fluorescentes e em outros dispositivos elétricos que necessitam limitar a intensidade da corrente elétrica que os atravessa durante o funcionamento. Os dois principais tipos de balastros utilizados são os eletromagnéticos e os eletrónicos. A palavra portuguesa provêm da palavra inglesa ballast.

## Tipo e história
Antigamente, ele era constituído por um tipo especial de transformador, que convertia a tensão de entrada na tensão de saída necessária  para o acionamento da(s) lâmpada(s) e, normalmente, utilizava-se um starter, ou dispositivo de partida, para dar ignição ao sistema. Hoje os reatores são muito mais leves e de menor custo, possuem um circuito eletrônico que também transforma a tensão de entrada em uma tensão da qual necessitam as lâmpadas e são chamados de reatores eletrônicos. Um problema comum aos reatores é o fato de suas frequências de operação interferir em aparelhos eletrônicos, mais frequentemente em rádios, principalmente nas faixas de transmissão em modulação em amplitude (AM), particularmente as transmissões em onda média.

## Reator eletromagnético
Reator é um aparelho indutor com núcleo de ferro, que utiliza a tensão da rede para potência necessária correta. Sua aplicação mais comum é com lâmpadas fluorescentes tubulares. Mas também são utilizados largamente em outros tipos de lâmpadas de descarga, como HQI, HPS e HPI. Produzem o efeito de reatância em um fluxo elétrico, transformando-o por um momento em ondas eletromagnéticas em suas bobinas internas e em seguida, retornando por efeito de indução à condição de condução de corrente. Consistem em várias voltas de fio de cobre esmaltado, em torno de um núcleo, que pode ser de material metálico, ferrite, ou ar (ausência de material sólido no núcleo). Como característica, um reator dificulta a passagem de corrente alternada e não atua significativamente sobre a passagem de corrente contínua, sendo assim utilizado como filtro onde não se deseja os efeitos da corrente alternada. No caso de lâmpadas fluorescentes, sua função é dupla: durante o processo de partida da lâmpada produz um impulso elétrico com um potencial mais alto, previsto pela Lei de Lenz, capaz de iniciar o processo de ionização da fase ionizável existente dentro da lâmpada. Com a lâmpada em operação, o balastro limita a corrente durante o seu funcionamento a uma região segura e sem a sua presença, a lâmpada acesa explodiria devido a uma ionização excessiva e descontrolada.

## Reator eletrônico de partida rápida
Dispositivo com as mesmas funções de um reator eletromagnético, com menores dimensões e peso, utilizando intensivamente a ação de componentes eletrônicos para o seu funcionamento, inclusive com os dispositivos de partida incorporados. Pode ser miniaturizado para ser incluído na base das chamadas lâmpadas eletrônicas, substitutas diretas das mais antigas lâmpadas incandescentes.